# Jibarita borincana
Jibarita borincana är en insektsart som beskrevs av Ramos 1957. Jibarita borincana ingår i släktet Jibarita och familjen hornstritar. Inga underarter finns listade i Catalogue of Life.